# Альє (річка)

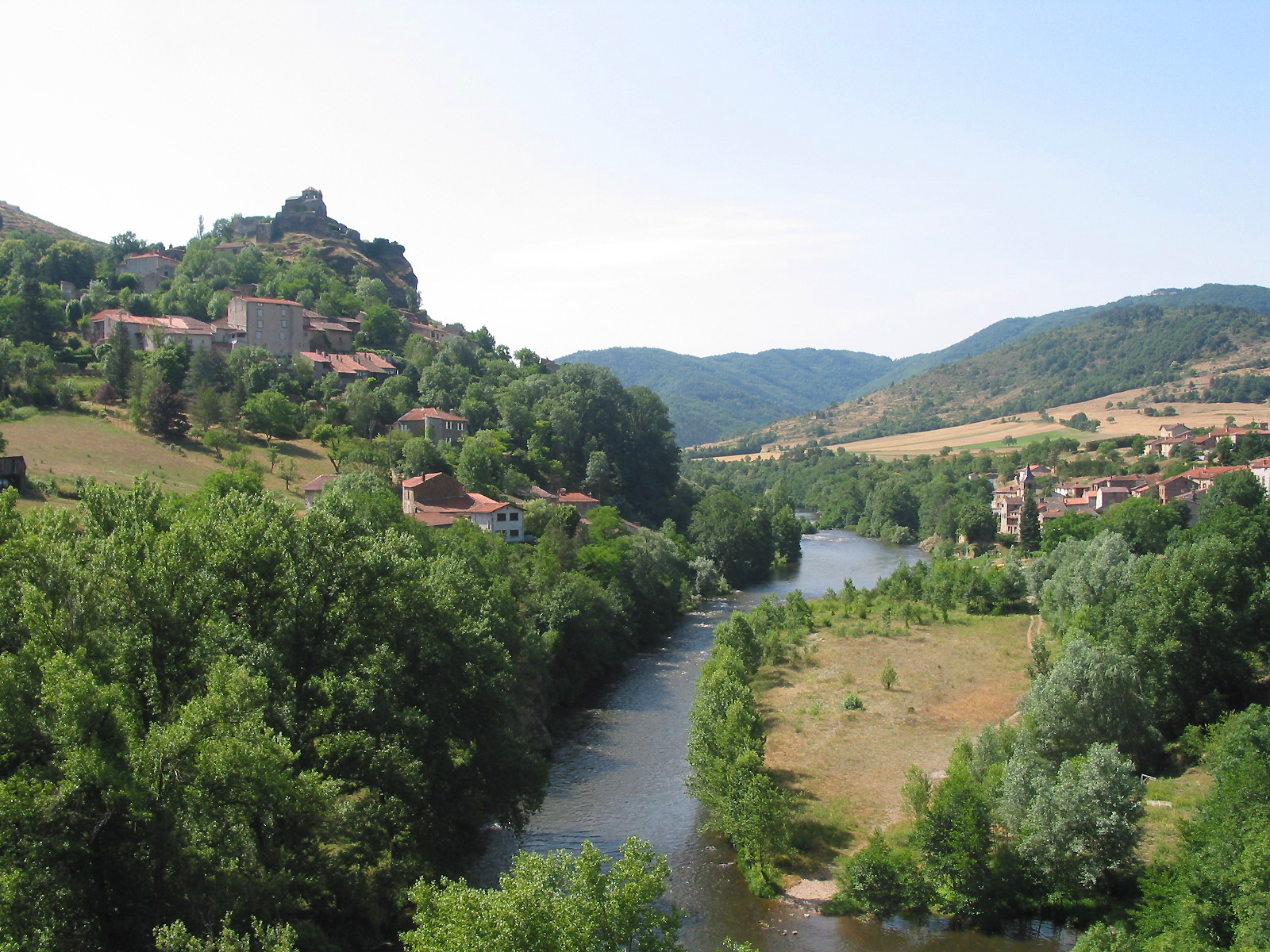
Альє біля Сен-Ійпіза

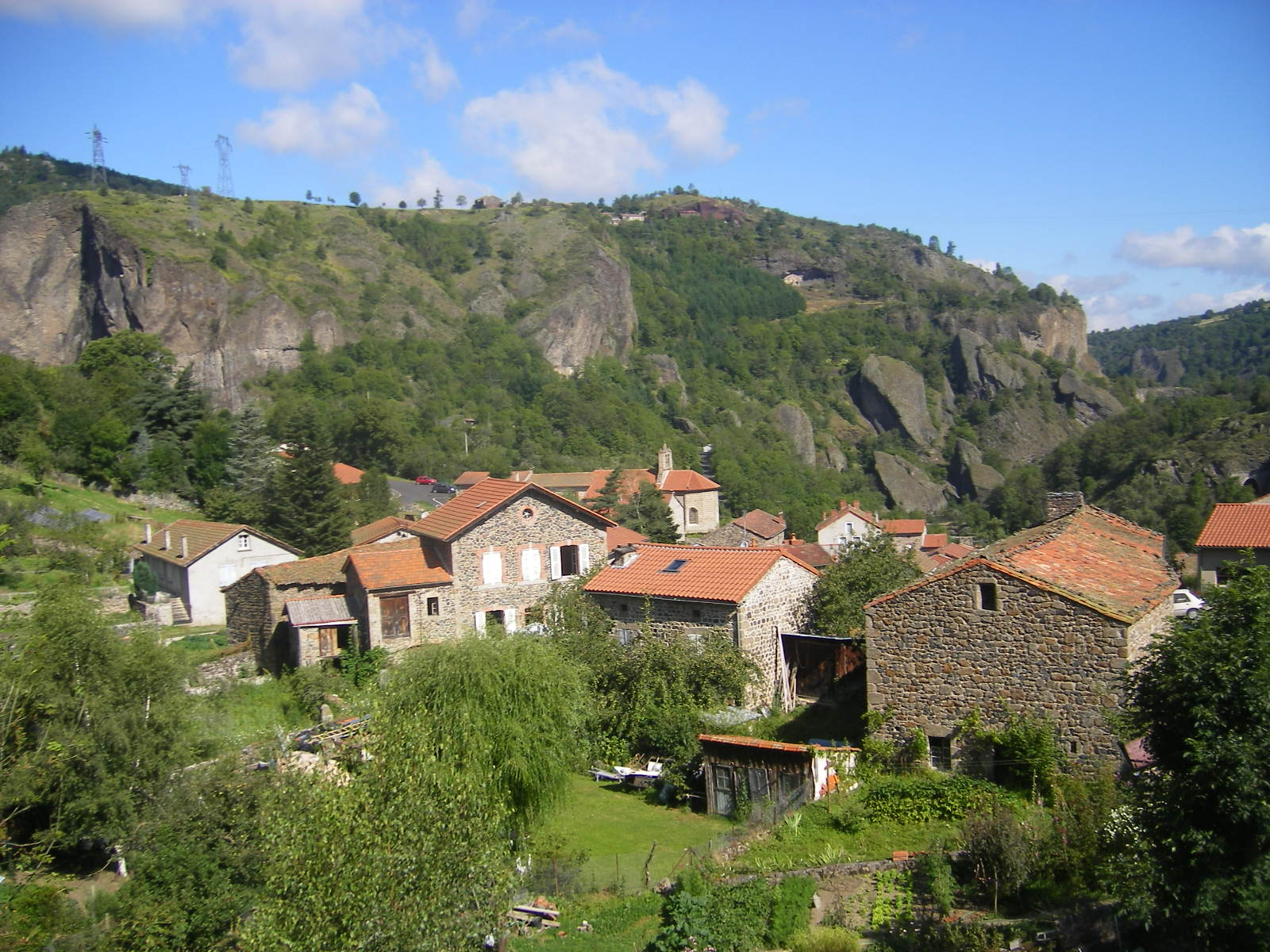
Ущелини Альє біля Моністроль-д'Альє

Альє (фр. Allier) — річка в центральній Франції завдовжки бл. 421 км. Має виток у Севеннах приблизно за 50 км на схід від Менде і впадає в Луару приблизно за 5 км на захід від Невера.

## Течія
Альє має виток на південному схилі вершини Мур-де-ла-Гардій у муніципалітеті Шассрадес у департаменті Лозер. Почасти річка утворює межу між департаментами Лозер і Ардеш, тече загалом у північному напрямку, протікає через родючий ландшафт Лімані та впадає в Луару як ліва притока біля Бек-д'Альє, в муніципалітеті Каффі у департаменті Шер.
Департамент Альє названий на честь Альє; інші департаменти, через які протікає річка, це Лозер, Ардеш, Верхня Луара, Пюї-де-Дом, Ньєвр та Шер.

## Використання
Альє отримує додаткову кількість води від греблі Носсак і, отже, також несе більше води у своєму руслі, ніж було б у природі, оскільки потоки, які в іншому випадку стікали б інакше, спрямовуються в Альє для виробництва електроенергії. Безпосередньо перед злиттям бічний канал Луари перетинає Альє перед мостом Ле-Гетен.

## Екологія
На початку 1990-х років багато гребель було прибрано або змінено; Відтоді лососі можуть безперешкодно мігрувати у верхів'я на нерест. Цьому сприяють спеціальні умови на відповідний період та зони захисту.

## Туризм
На кордоні між департаментами Лозер і Верхня Луара розташовані Ущелини Альє (Gorges de l'Allier), які можна відвідати між Лангонню та Ланжаком на туристичному поїзді. Альє також дуже популярний серед каноїстів — від Лангоні до Ланжака для гребців на бурхливих водах, від Ланжака до Луари для аматорів (однак частина від Пон д'Алейра до Моністроля закрита для гребців).

## Населені пункти на річці
(порядок за течією)
- Ла-Бастід-Пюїлоран
- Лангонь
- Ланжак
- Brioude
- Сент-Флорин
- Брассак-ле-Мін
- Іссуар
- Курнон-д'Овернь
- Пон-дю-Шато
- Сен-Йорр
- Віші
- Сен-Жермен-де-Фоссе
- Варенн-сюр-Альє
- Мулен